# Apalis noir et jaune
Apalis flavigularis
Espèce
Statut de conservation UICN

 EN B1ab(i,ii,iii,v) : En danger
L'Apalis noir et jaune (Apalis flavigularis) est une espèce de passereaux appartenant à la famille des Cisticolidae.

## Répartition
Il est endémique au sud-est du Malawi, où on le trouve uniquement sur trois massifs : le mont Mulanje, le mont Zomba et le mont Malosa.

## Habitat
Il habite les forêts humides en plaine et les montagnes tropicales et subtropicales.
Il est menacé par la perte de son habitat.